# 15 cm ciężka haubica M.15
15 cm schwere Feldhaubitze M.15 – austro-węgierska haubica produkowana w zakładach Škoda w latach 1916-18, wyprodukowano tylko 57 sztuk.
Używała tej samej amunicji co 15 cm ciężka haubica M.14, ale miała większą donośność.  Po Anschlussie Austrii i okupacji Czechosłowacji przez III Rzeszę, weszła na wyposażenia Wehrmachtu jako 15 cm schwere Feldhaubitze 15(t) (zdobyte w Czechosłowacji) i 15 cm schwere Feldhaubitze 15(ö) (haubice austriackie).  Została wycofana ze służby w latach 1939-41.
20 haubic tego typu zostało zakupionych przez Finlandię po zakończeniu wojny zimowej, w armii finlandzkiej były znane jako 150 H/15.  Stanowiły wyposażenie trzech dywizjonów artylerii ciężkiej.  Haubice okazały się niepopularne i zostały wycofane do roli artylerii fortecznej w czasie wojny kontynuacyjnej.